# Tila kommun
Tila är en kommun i Mexiko.   Den ligger i delstaten Chiapas, i den sydöstra delen av landet, 700 km öster om huvudstaden Mexico City.
Följande samhällen finns i Tila:
- Petalcingo
- Tila
- El Limar
- Chulum Juárez
- Tocob Leglemal
- Nuevo Limar
- Shoctic
- Usipa
- Cantioc
- Chulum Cárdenas
- Jolsibaquil
- Misija
- Unión Juárez
- Álvaro Obregón
- Río Grande
- Libertad Jolnishtie 2da. Sección
- Jolpokitioc
- El Ocotal
- La Revolución
- Chinintié
- Paso Chinal
- Tiontiepa Benito Juárez
- Coquija
- Cerro Misopa
- Campanario
- Tza'Quil
- El Crucero
- Jochinteol
- Ostelucum
- Los Mangos
- Chuctiéja
- Jolnopa Guadalupe
- Belisario Domínguez
- Misopa Chinal
- Chachalaca
- La Independencia
- Jol-Ako
- Chulum Hidalgo
- Chulum Chico Uno
- Panhuitz Tianijá
- Panchuc Corozil
- Pansutzteol
- Villaflores
- Masoja Shucjá
- Wilis 2da. Sección
- Venustiano Carranza
- Vicente Guerrero
- El Calvario
- Nicolás Bravo
- Emiliano Zapata
- Victoria
- Huanal
- Agua Fría
- El Paraíso
- Masoja Chico
- Jolmasoja
- Los Ángeles
- Monterrey 2da. Sección
- Chulum las Palmas
- Cruz Palenque
- Dieciocho de Marzo
- Zaquitel Ojo de Agua
- Tiutzol
- San Juan Carrizal 1ra. Sección
- La Cumbre y Cuesta
- Chebopa
- Jomajil
- Jolhuitz
- Masoja Yochija
- Lumijá
- Pantianija
- Gracias a Dios
- Chulum Chico
- Taquintenán
- Panhuitz
- Sañoja 1ra. Sección
- La Cruz
- Patastal
- Esperanza Ocotal
- Nueva Generación Chulum Chico
- Petiemol
- Cucujá
- El Porvenir
- La Preciosa
- Wowoslumil
- Suctiojá
- Veinte de Noviembre